# Hemelektronik
Hemelektronik, särskilt förr brunvaror, är ett samlingsnamn på elektroniska apparater i hemmet, som ljudanläggningar, TV-apparater och videobandspelare. Datorer och mobiltelefoner är också hemelektronik men inte nödvändigtvis brunvaror. Hushållsapparater räknas inte som hemelektronik och mikrovågsugnar, ugnar och spisar räknas till vitvaror.